# LNG-термінал (національний проєкт)
LNG-термінал або СПГ-термінал — термінал з отримання та регазифікації зрідженого газу. Один з найпріоритетніших національних проєктів. Національний проєкт ініційовано рішенням Президента України від 25 серпня 2010 року. Станом на кінець 2012 року проєкт перебуває в стані будівництва.
ТЕО нацпроєкту «LNG-Термінал» розробляла іспанська компанія Gas Natural Fenosa Engineering (раніше SOCOIN), що розпочала свою діяльність у 1989 році як інженерно дочірня компанія Gas Natural Group, що спеціалізується на енергетичному секторі. Її основним активом є багатий досвід в області проєктування, будівництва і експлуатації всіх видів споруд, таких як виробництво, передача і розподіл електроенергії та газу на внутрішніх та міжнародних ринках.. Вартість будівництва оцінюється в 969 млн євро. В тому числі: Технологічна частина: € 734,3 млн. Морська частина: € 121,3 млн. Газотранспортна частина: € 113,4 млн. Цей проєкт передбачає будівництво термінала для регазификации зрідженого природного газу на Чорноморському узбережжі України поряд з нафтовим терміналом ВАТ «Укртранснафта» і морським торговим портом «Південний» поблизу міста Південне. Отримати перший газ через LNG-термінал Україна планує вже восени 2013 року. Орієнтовна потужність термінала становить 10 млрд м³ на рік. Термінал будуватиметься в дві черги по 5 млрд м³ на рік.
Потенційними постачальниками зрідженого газу в Україну будуть країни Північної і Західної Африки (Єгипет, Алжир, Нігерія), Перської затоки (Катар), Каспійського регіону (Азербайджан, Туркменістан).

## Етапи будівництва
Термінал будуватиметься в дві черги по 5 млрд м³ на рік.
Етап 1: Морська частина(FSRU): Цей етап полягатиме в будівництві 1 (однієї) плавучої установки для регазифікації і зберігання газу (FSRU) з максимальною потужністю 5 млрд м³ на рік, яка має бути постійно пришвартованою до причалу до завершення будівництва СПГ-терміналу. Передбачається, що на першому етапі реалізації проєкту буде збудовано газопровід, що з'єднає орендовану плавучу платформу із магістральними трубопроводами.
Етап 2: Наземна частина: Цей етап полягатиме в будівництві берегового термінала з прийому СПГ, придатного для розвантаження великих СПГ-танкерів ємністю 178 000 м³, із загальним об'ємом сховища для зберігання СПГ 540 000 м³ (три резервуари ємністю по 180 000 м³) та вихідною потужністю постачання 1 141 553 нм³/год (10 млрд м³/рік).
Етап 3: Будівництво третього резервуару і додаткового обладнання: необхідні для доведення потужності до 10 млрд м3 природного газу на рік.

## Постачальники газу
Потенційними постачальниками зрідженого газу в Україну будуть країни Північної Америки,Північної і Західної Африки (Єгипет, Алжир, Нігерія), Перської затоки (Катар), Каспійського регіону(Азербайджан, Туркменістан).
28 листопада 2012 р. на презентації в Катарі національних проєктів та інвестиційних можливостей України, Віктор Янукович, тогочасний Президент, заявив, що перші обсяги скрапленого газу для LNG-терміналу очікують в Україні вже на початку 2015 року. За словами Глави держави, Україна також розраховує, що одним із важливих постачальників сировини для нового терміналу стане Катар — найбільший експортер скрапленого газу у світі. Представники Національного проєкту «LNG-термінал» уже ведуть переговори з компанією «Qatargas» щодо постачання сировини в Україну.

## Позитивний вплив проєкту
Завдяки реалізації проєкту та комплексної програми енергозбереження Україна до 2015 року зменшить імпорт трубного газу з 37,6 млрд м3 до 27,4 млрд м3. До 2020 року необхідність імпорту трубного газу знизиться до 17,6 млрд м3.
Загалом (імпорт і власне виробництво) споживання газу в Україні на сьогоднішній день становить 55 млрд м3. За рахунок постачання СПГ очікується забезпечення 10 млрд м3 (18%).

## Історія

### Прохід через протоки
У вересні 2012 року українські ЗМІ повідомили про згоду Туреччини пропускати щомісяця до 8-ми танкерів зі скрапленим газом через протоки до Чорного моря. Цього буде достатньо для повного завантаження потужностей терміналу.
5 листопада 2012, юридична компанія Baker Botts (США) підготувала юридичний висновок (legal opinion) про безперешкодний прохід через турецькі протоки Босфор та Дарданелли.
В лютому 2013 року Надзвичайний і Повноважний Посол України в Туреччині Сергій Корсунський заявив, що «Туреччина не блокувала транзит скрапленого газу для України, а лише висловлювала побоювання, що танкери з ним можуть становити потенційну небезпеку для судноплавства.» Переговори про можливості проходу танкерів зі скрапленим природним газом через протоку Босфор не припинились.
Проте 9 грудня 2014 прем'єр-міністр України Арсеній Яценюк заявив, що Кабінет міністрів вирішив спершу отримати згоду Туреччини, а вже після зайнятися спорудженням LNG-терміналу.

### Будівництво
У понеділок, 26 листопада 2012, у Комінтернівському районі Одеської області біля м. Південний стартувало будівництво термінала. Того ж дня були підписані угоди про створення консорціуму інвесторів Національного проєкту «LNG-термінал» та розміщення мобільної плавучої платформи для прийому зрідженого природного газу неподалік порту «Південний» в Одеській області. Відповідні угоди підписали Едвард Скотт, старший віце-президент компанії Excelerate Energy (США) та Джорді Гарсіа Табернеро (Jordi Sarda Bovehi), який був представлений як «генеральний директор із зовнішніх відносин компанії Gas Natural (Іспанія)».
Однак, того ж дня, спочатку російське видання «Ведомости», а потім і агенція новин Ройтерс повідомила про спростування з боку Gas Natural про будь-яку участь компанії в спорудженні терміналу в Україні. Представники компанії заявили: «Gas Natural не підписував будь-які контракти інвестицій в LNG-термінал в Україні, ми не очолюємо консорціум для будівництва такого терміналу … також ми не вивчаємо такої можливості». Представники Державного Агентства з інвестицій та управління національними проєктами (Держінвестпроєкт) повідомили, що згадані звернення виникли в зв'язку з технічними неузгодженнями, незалежними від української сторони. Питання з Gas Natural було врегульовано..
28 листопада 2012 міністр енергетики України Юрій Бойко повідомив, що Україна вивчає питання повноважень представника компанії іспанської компанії Enagas SA на підписання угоди про створення консорціуму з будівництва LNG-терміналу в Одеській області:
|  | Було підписано декілька документів. Підписував представник іспанської компанії. Зараз виконуються технічні питання, пов'язані з тим, чи була в нього довіреність |

29 листопада 2012 голова Держінвестпроєкту Владислав Каськів поінформував Президента та прем'єр-міністра України про ситуацію навколо підписання документів по LNG-терміналу. За його словами, «повідомлення в пресі про те, що іспанська компанія нічого не знала про проєкт, не витримують критики». Так, техніко-економічне обґрунтування для LNG -терміналу було розроблено саме іспанською Gas Natural Fenosa. Згодом голова Держінвестпроєкту Владислав Каськів повідомив ким була створена дана ситуація.
16 квітня 2013 року за даними держагентства інвестицій і управління нацпроєктами ДП «Національний проєкт „LNG термінал“» і компанія Excelerate Energy (США) у Х'юстоні уклали угоду про підготовку інженерних робіт для проєкту «LNG-термінал» біля порту Південний в Одеській області. Підписана угода стала наступним кроком після підписання рамкової угоди про співпрацю 26 листопада минулого року під час офіційної церемонії початку будівництва LNG-терміналу.
20 травня 2013 року було повідомлено про те, що незабаром в одеському порту Південний розпочинають роботу фахівці американської компанії Excelerate Energy, які вивчатимуть можливе розміщення у порту плавучої платформи для розвантаження танкерів зі скрапленим газом. До 10 липня фахівці мають надати свої висновки щодо технічної можливості перебування у порту плавучої платформи, а вже до кінця 2013 року цю платформу мають розмістити поблизу Південного. Крім того, до кінця року уряд розраховує провести тендер, щоб залучити інвесторів для будівництва стаціонарного терміналу.
3 квітня 2014 року голова Державного агентство з інвестицій та управління національними проєктами Сергій Євтушенко заявив, що «Обставини, які склалися навколо енергетичної безпеки України, роблять проєкт LNG як ніколи актуальним» і що «за умови наявності політичної волі та послідовного виконання усіх стадій проєкту» термінал можна ввести в експлуатацію через 12 місяців.
1 травня 2014 року виконувач обов'язків Президента України Олександр Турчинов ввів у дію указ про забезпечення енергетичної безпеки України. Згідно з указом, між іншим, «державна фінансова інспекція України повинна провести у місячний строк перевірку ефективності використання Державним агентством з інвестицій та управління національними проєктами України бюджетних коштів на реалізацію національного проєкту „LNG Україна“ — створення інфраструктури постачання скрапленого газу в Україну».
9 грудня 2014 прем'єр-міністр України Арсеній Яценюк заявив, що кабінет міністрів вирішив повернутися до ідеї будівництва LNG-терміналу з приймання зрідженого природного газу в обсязі 10 млрд м³ на узбережжі Чорного моря:
|  | Протягом декількох років намагаємося побудувати LNG- термінал, але для того, щоб побудувати термінал, потрібно спочатку отримати дозвіл на проходження по Босфору. Тому уряд ставить для себе завдання спочатку отримати дозвіл…,а потім будувати термінал |

Він зазначив, що Кабмін вирішив спершу отримати згоду Туреччини, а вже після зайнятися спорудженням LNG-терміналу.
У вересні 2017 року представники портової галузі Катару і Міністерства інфраструктури України досягли домовленостей щодо співпраці у будівництві стаціонарного СПГ-терміналу на чорноморському узбережжі України, який підключився б до газотранспортної системи.